# 알바로 에스피노자
알바로 알베르토 에스피노자 라미레즈(Álvaro Alberto Espinoza Ramírez, 1962년 2월 19일 ~ )는 베네수엘라의 전 야구 선수이자, 전 메이저 리그 시애틀 매리너스의 내야수이다.

## 선수 시절

### 미국 프로야구 시절
1984년에 미네소타 트윈스에 입단하였다.

## 야구선수 은퇴 후
2021년부터 키움 히어로즈의 수비코치로 활동했다.